# Brachyleptura rubrica
Brachyleptura rubrica är en skalbaggsart som först beskrevs av Thomas Say 1824.  Brachyleptura rubrica ingår i släktet Brachyleptura och familjen långhorningar. Inga underarter finns listade.